# Ryan Pinkston
James Ryan Pinkston (Silver Spring, Maryland, 8 de febrero de 1988) es un actor estadounidense. Es conocido por su papel en la película Spy Kids 3-D: Game Over (2003) y por su papel principal en la serie de televisión Quintuplets (2004-2005).
Antes de convertirse en un actor, participó en competiciones de karate, después de haber sido inspirado por ver el Teenage Mutant Ninja Tortugas y Mighty Morphin Power Rangers. Fue conocido en Europa por su participación en el deporte. Pinkston apareció en Star Search en la edad de doce años y posteriormente fue miembro de un elenco de Ashton Kutcher para mostrarse en MTV Punk'd. Asimismo, la estrella de la comedia en Quintillizos; su hermano mayor, Aaron Pinkston, ha hecho apariciones invitado en el show.
Tuvo un papel principal en la película Spy Kids 3-D: Game Over, junto con los jóvenes actores Daryl Sabara y Alexa Vega.
Pinkston tuvo un papel más reciente en la comedia se completa de la misma, que se abrió el 2 de marzo de 2007, en la película, él juega de una escuela secundaria superior que se encuentra para ser populares. La película también se estrenó en ABC Familia el 16 de septiembre de 2007 y fue lanzado en DVD el 25 de septiembre de 2007. Apareció en su Lionsgate's College en 2008, junto a Drake Bell y Andrew Caldwell. Vive en Los Ángeles.

## Filmografía
- Cougars, Inc (2011)
- BoyBand (2010)
- Hannah Montana (2008 temporada 3 en el episodio "Killing Me Softly with His Height")
- Extreme Movie (2008)
- College (2008)
- Full of It (2007)
- How I Met Your Mother (2x12)
- Quintuplets (2004-2005) (Televisión)
- Soul Plane (2004)
- Bad Santa (2003)
- Spy Kids 3-D: Game Over (2003)